# Indulis Emsis
Indulis Emsis (* 2. ledna 1952 Salacgrīva) je lotyšský politik. V roce 2004 byl premiérem Lotyšska, jakožto představitel lotyšské Strany zelených (Latvijas Zaļā partija). Je historicky prvním zeleným premiérem na světě, lotyšští zelení jsou ovšem známí svým spíše konzervativním zaměřením, které není pro světové zelené strany typické. Jeho kabinet byl menšinový a musel skončit brzy po svém vzniku poté, co parlament Emsisovi neschválil návrh rozpočtu. Emsis byl v letech 2006-2007 též předsedou lotyšského parlamentu.